# Volta apuntada

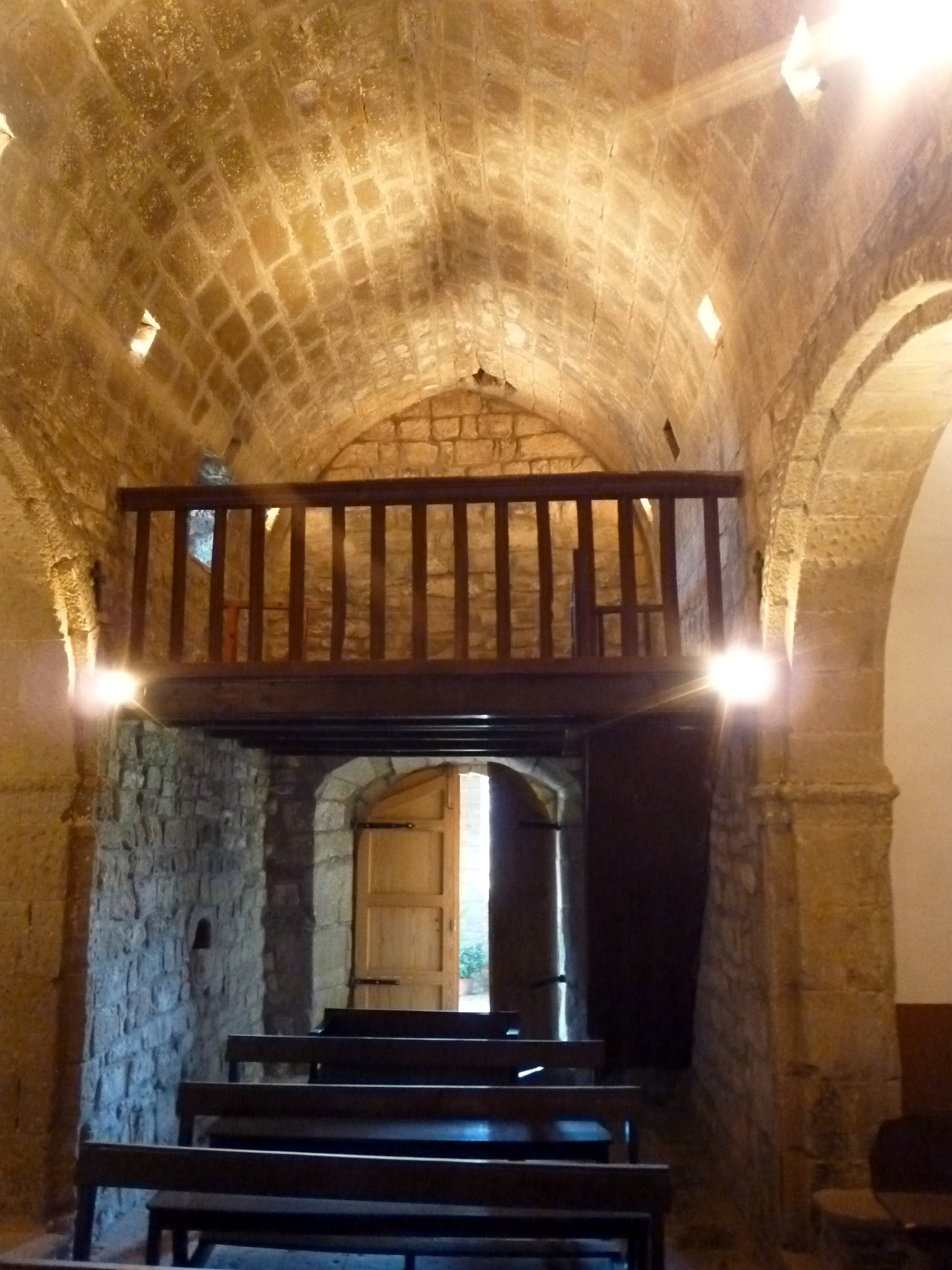
Volta apuntada de Santa Magdalena de Fígols

La volta apuntada o ogival és aquella formada per la projecció de l'arc ogival o apuntat que és el format per l'encreuament de dos arcs de mig punt molt semblant a una llança més o menys apuntada segons les variacions produïdes durant els segles xiii i xv.
És l'arc més utilitzat en l'arquitectura gòtica. Es deriva de la volta d'aresta romànica, que els paletes gòtics havien reforçat a més de arcs torals i arcs formerets, per dos arcs diagonals anomenats arcs ogivals. Aquestes es combinen sota les arestes, que es creuen sota la clau de volta, per formar la volta de creueria.

## Característiques
La volta de creueria veritablement va revolucionar l'arquitectura religiosa. La volta de creueria, resultat de la volta d'arestes, consisteix en construir nervadures que descansen sobre pilars i que es creuen a la clau de volta i per construir una volta que descansa sobre aquestes nervadures. Els arcs formerets, els arcs torals i els arcs ogivals distribueixen divisions de la volta que no suporta més en el romànic a tota la longitud de les parets laterals, sinó en punts de suport perfectament definits.
Per tant, és suficient oposar-se als arcbotants en aquests punts per garantir l'estabilitat de l'edifici. Aquest acord ofereix molts avantatges: permet reemplaçar la majoria de les parets amb vitralls; les tribunes que, durant el període romànic, van participar en juxtaposició, van ser reemplaçades per arcbotants; qualsevol estructura de suport es descarrega a l'exterior, es pot alliberar un volum interior més gran i menys compartimentat; un volum intern més gran i menys compartimentat pot ser alliberat; les tribunes van desaparèixer, les naus laterals van poder guanyar alçada i van tenir, com la nau, finestres més grans, deixant entrar més llum.
La seva màxima expressió és la volta nervada muntada sobre dos arcs apuntats encreuats en diagonal, amb contrapesos com arcbotants i contraforts.

## Tipus de voltes
Es distingeixen dos tipus principals de volta apuntada:
- Volta quadripartita: és l'encreuament de dues ogives, formant quatre voltes i descansant sobre quatre pilars
- Volta sexpartita: és l'encreuament de tres ogives, formant sis voltes i descansant sobre sis pilars, quatre piles que es deien fortes, més amples i gruixudes i dues piles que es deien febles, més fines.

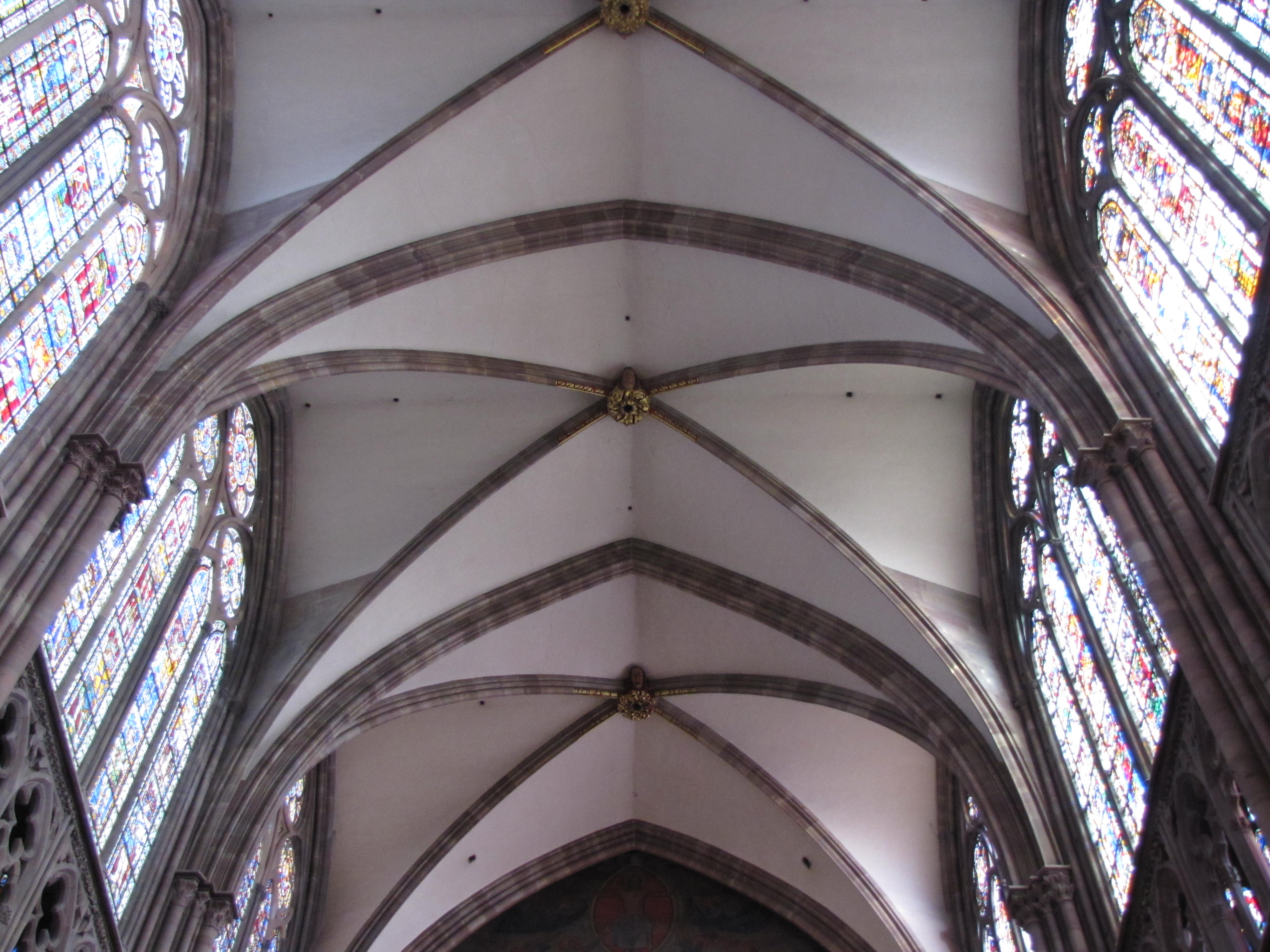
Volta quadripartita, catedral d'Estrasburg
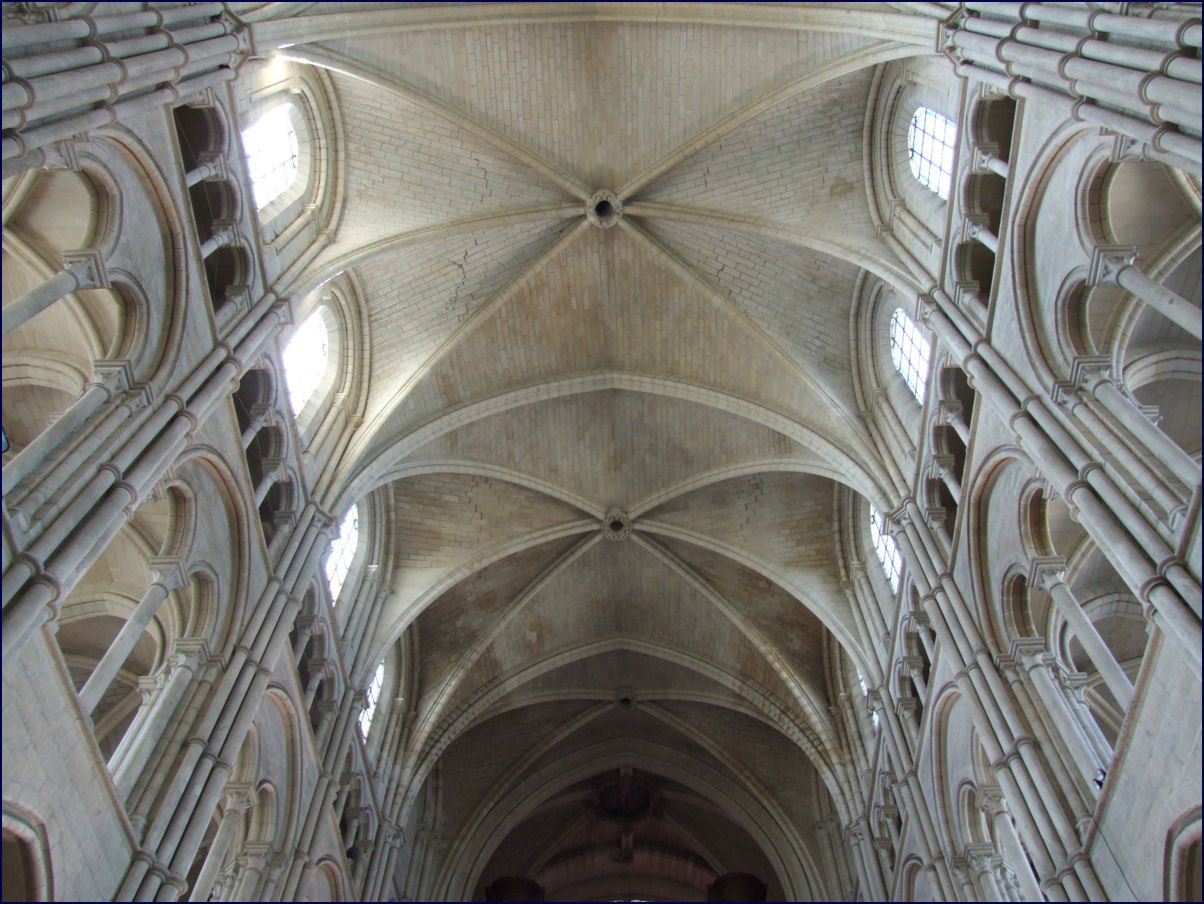
Volta sexpartita, catedral de Laon

Les voltes de les ogives han esdevingut més complexes a temps amb voltes de múltiples nervadures amb el desenvolupament de voltes estrellades i tercelets:

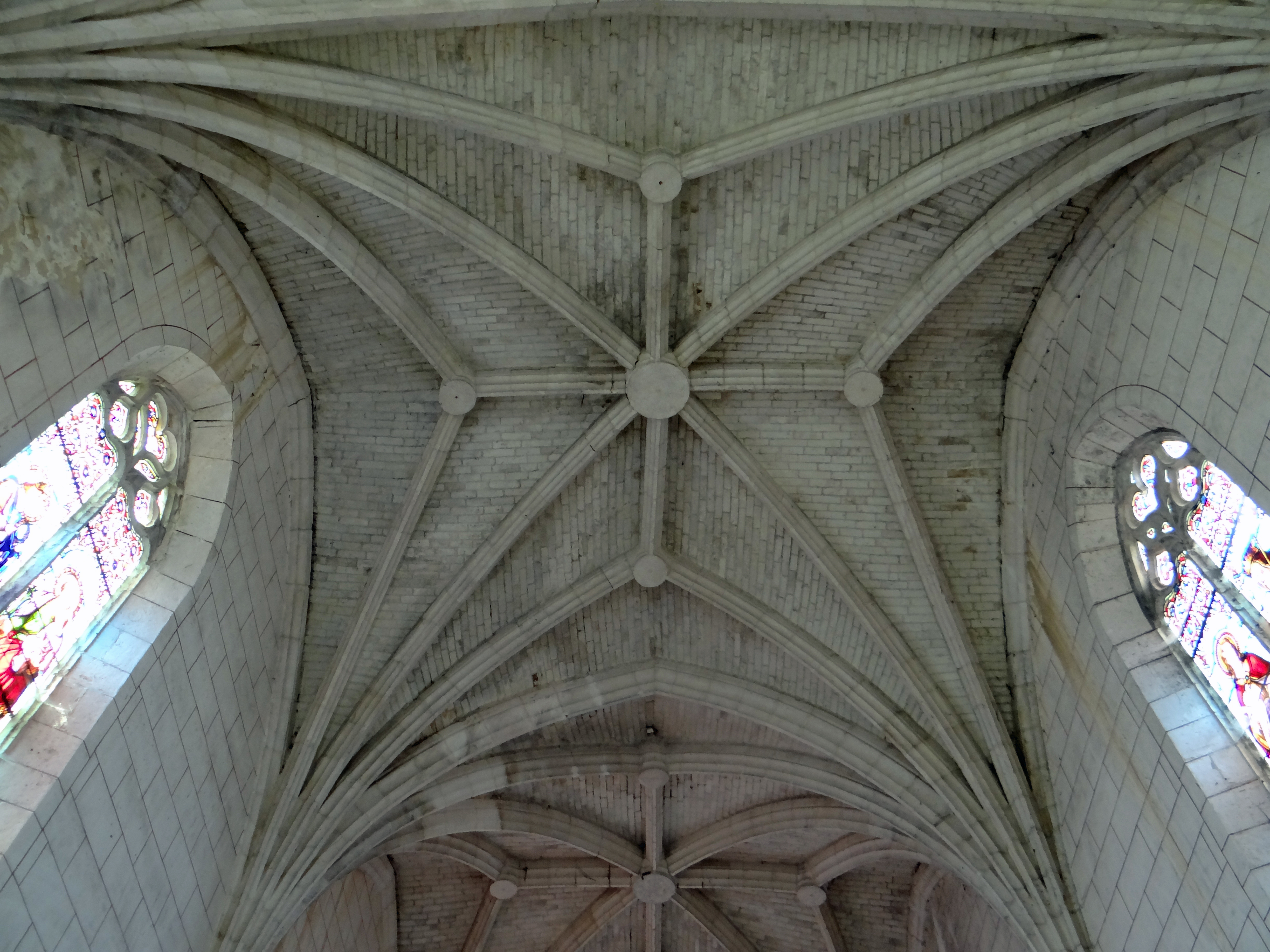
Volta acanalada com a volta de tres arcs Església de Saint-Martin de Cahuzac
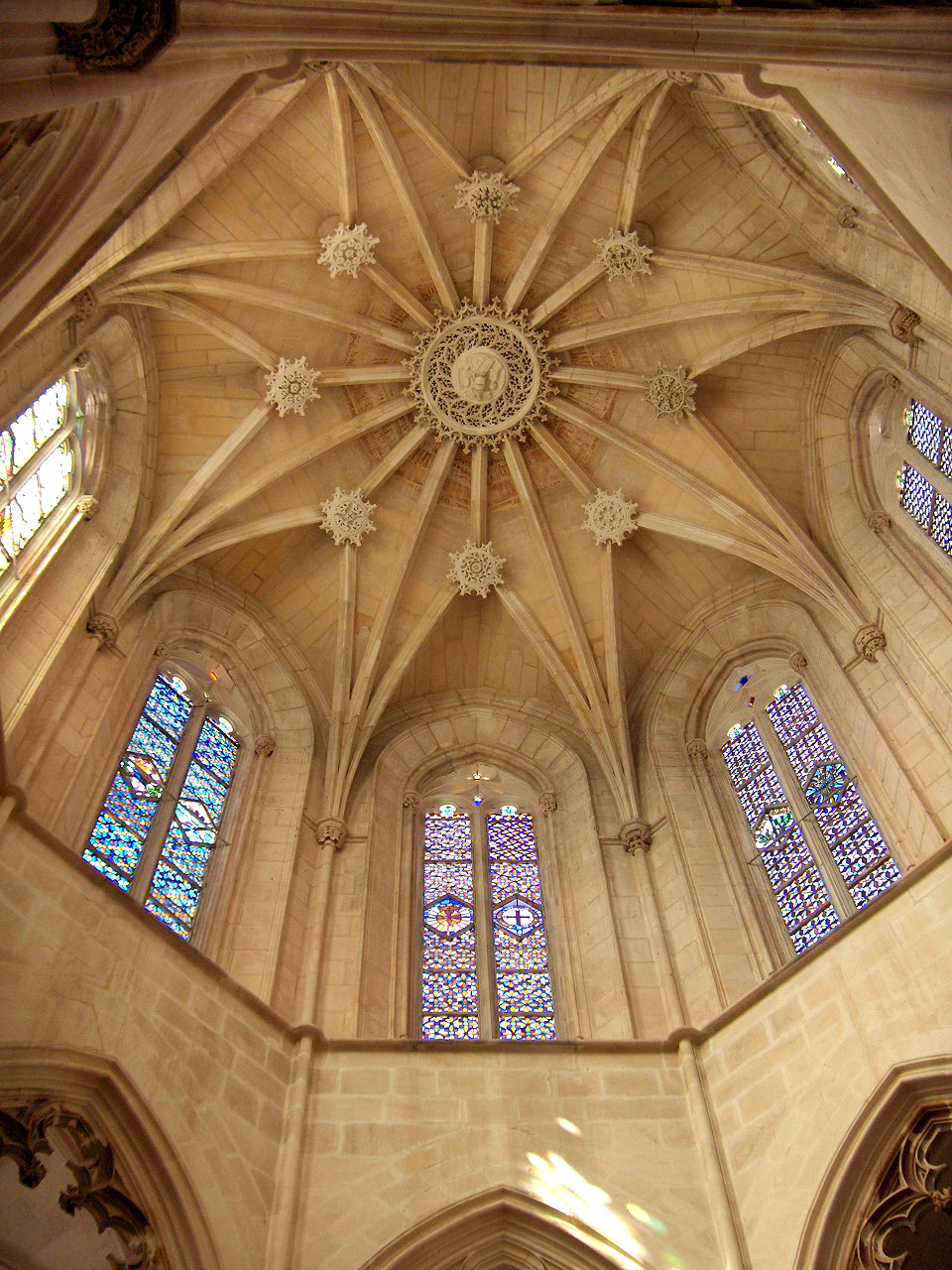
Volta amb vuit arcs d'ogives amb tres quartes parts iguals com una volta amb tres arestes Capella del fundador al convent de Batalha